# Alain Masudi
Alain Masudi (n. 12 februarie 1978, Kinshasa, Zair) este un jucător congolez de fotbal care a evoluat la clubul israelian Maccabi Ahi Nazareth.